# بخش تود (شهرستان کرافورد، اوهایو)
بخش تود (به انگلیسی: Tod Township) یک منطقهٔ مسکونی در ایالات متحده آمریکا است که در شهرستان کرافورد، اوهایو واقع شده‌است.
 بخش تود ۴۷٫۱۷ کیلومتر مربع مساحت و ۶۷۷ نفر جمعیت دارد و ۲۹۳ متر بالاتر از سطح دریا واقع شده‌است.